# Santa Bárbara do Leste
Santa Bárbara do Leste est une municipalité brésilienne de l'État du Minas Gerais et la microrégion de Caratinga.